# Stanchfield (Minnesota)
 (juillet 2025).
Stanchfield est une census-designated place située dans le comté d'Isanti, dans l’État du Minnesota, aux États-Unis. Lors du recensement de 2020, elle comptait 103 habitants.